# Hotel Trias
L'Hotel Trias és un hotel i restaurant palamosí, inaugurat l'any 1900. Destruït durant la Guerra Civil, va reobrir als anys 40 en la seva ubicació actual, davant la platja de Palamós.

## L'establiment original
La fonda original, propietat del matrimoni entre Francisco Trias i Matilde Joan, va obrir les portes el 1900. Se situava al peu de les escales del carrer Perill, davant la Font de Palamós. El 1906 la parella va morir i l'única filla, Maria Trias Joan, heretà la fonda amb 14 anys. Maria Trias tira endavant el negoci familiar i, als anys vint, transforma la fonda en un hotel, reconegut al país i que rebé personalitats com Josep Maria Sert o Madeleine Carroll.
Durant la guerra civil, la vila de Palamós va patir 86 bombardeigs per part de l'Exèrcit Nacional. La tarda del 2 de novembre de 1937, un bombarder va llençar una dotzena de projectils sobre la localitat. Un d'aquests va encertar de ple l'edifici del Trias, que va patir danys molt greus i va haver de ser derruit.

## El nou hotel
Maria Trias i la seva família van marxar al Pertús, tornant després d'acabada la guerra. Amb l'ajut econòmic d'amics i clients, va adquirir dues torres davant la platja, amb vistes a la badia de Palamós. Les reforma i reconverteix en l'hotel actual, amb una vuitantena de cambres i un gran saló restaurant.
Maria Trias morí el 1960. Sis anys abans, el 1954, havia cedit les regnes de l'hotel al seu fill gran, Josep Colomer i Trias. El local esdevé una icona del turisme a la Costa Brava. Rep hostes com Robert Ruark, David Niven, Ava Gardner, Josep Pla, Josep Vergés, Álvaro Cunqueiro, Néstor Luján, Manuel Brunet, Carmen Laforet, Jordi Pujol, Ventura Gassol, Josep Maria Ainaud de Lasarte, Josep Tarradellas o Montserrat Caballé. Una de les visites que més van transcendir fou la de l'escriptor estatunidenc Truman Capote, qui va passar tres estius al poble mentre escrivia la seva obra mestra A sang freda.

## Traspàs
L'octubre de 2004, coincidint amb la jubilació de Josep Colomer, el negoci és traspassat al grup Andilana. L'empresa va ser fundada pel restaurador palamosí Lluís Camós, amic dels Trias. La família Camós havia obert l'any 1958 un altre hostal emblemàtic a Palamós, el Vostra Llar, encara en funcionament. La primera decisió de la nova direcció va ser rehabilitar les habitacions i les zones comunes, de cara a la temporada d'estiu del 2005. Des de la reobertura, l'hotel va passar a treballar els dotze mesos de l'any.
L'any 2020, durant la primera onada de la pandèmia de Covid-19, l'hotel va servir per allotjar malalts amb simptomatologia lleu que precisaven d'aïllament.